# Cunajoši Tokugawa
Cunajoši Tokugawa (japonsky 徳川 綱吉, Tokugawa Cunajoši, 23. února 1646 – 19. února 1709) byl pátý šógun dynastie Tokugawa v období Edo.
Byl známý tím, že zavedl zákony na ochranu zvířat, zejména psů. Díky tomu si vysloužil přezdívku „psí šógun“ (Inu-Kubó 犬公方: Inu = pes, Kubó = formální titul šóguna).

## Mládí
Narodil se v Edu. Byl synem šóguna Iemicu Tokugawy a jedné z jeho konkubín. Ta se původně jmenovala Otama, později byla známa jako Keišóin 桂昌院 (1627–1705). Byla adoptivní dcerou rodiny Honžó z Kjóta, její rodiče byli obchodníci v Kjótu. Cunajošimu byla velmi blízká a i po svém jmenování šógunem často spoléhal na její rady.
Oproti svém staršímu bratrovi (Iecuna Tokugawa) nebyl Cunajoši vychováván jako politik, nýbrž jako učenec. Když také jejich otec zemřel, úřadu čtvrtého šóguna se podle plánu ujal Iecuna. Jenže ten roku 1680 předčasně zemřel a do úřadu byl jmenován Cunajoši.

## Šógun
První tři šógunové z klanu Tokugawa byli silní a schopní vládci, ale obdobně jako v Číně další generaci již postrádaly rozhodnost a politickou obratnost. Cunajoši si vysloužil pověst extravagantního a duševně ne zcela vyrovnaného vládce. Zpočátku vládl úspěšně, i díky podpoře schopného rádce Masatošiho Hotty (měl titul Tairó). Když byl ale Masatoši roku 1684 zavražděn, svěřil Cunajoši většinu úředních záležitostí komorníkovi Jošijasuovi Janagizawovi (1658–1714), jenž se z bezvýznamného provinčního vazala vypracoval na mocného knížete s lénem o ročním výnosu přes 150 000 koku. Cunajoši byl pod velkým tlakem nejen pro postupnou devalvaci měny, jejíž pomocí se snažil vyřešit stále tíživější finanční situaci, ale i za svá některá výstřední rozhodnutí, např. Edikt o soucitu s živými bytostmi (Šórui awaremi no rei), nábožensky motivovaný zákaz ubližování živým zvířatům, zejména psům.
Cunajošiho předchůdce a bratr Iecuna se pokoušel o stabilizaci veřejných financí omezováním dovozu luxusního zboží a omezováním vývozu stříbra. V těchto snahách pokračoval i Cunajoši, ale s malým úspěchem. Prosazoval nicméně i opatření k upevnění morálky, například roku 1682 byla zakázána prostituce. Cunajoši byl silně nábožensky založený a byl velkým příznivcem neokonfuciánského učení čínského filosofa Ču Si. To došlo tak daleko, že od roku 1682 předčítal daimjóům výklad Velkého učení, což poté každoročně opakoval. Začal pak přednášet častěji a v roce 1690 přednášel o neokonfucianismu šintoistickým a buddhistickým daimjóům, a dokonce i vyslancům ze císaře Higašijamy v Kjótu. Zajímal se také o čínskou kulturu, konkrétně o Velkou nauku (sepsáno filosofem Ču Sim) a Klasiku synovské zbožnosti (Xiao Jing).
Cunajoši byl také velkým příznivcem umění a divadla Nó.

### Setkání s Engelbertem Kämpferem

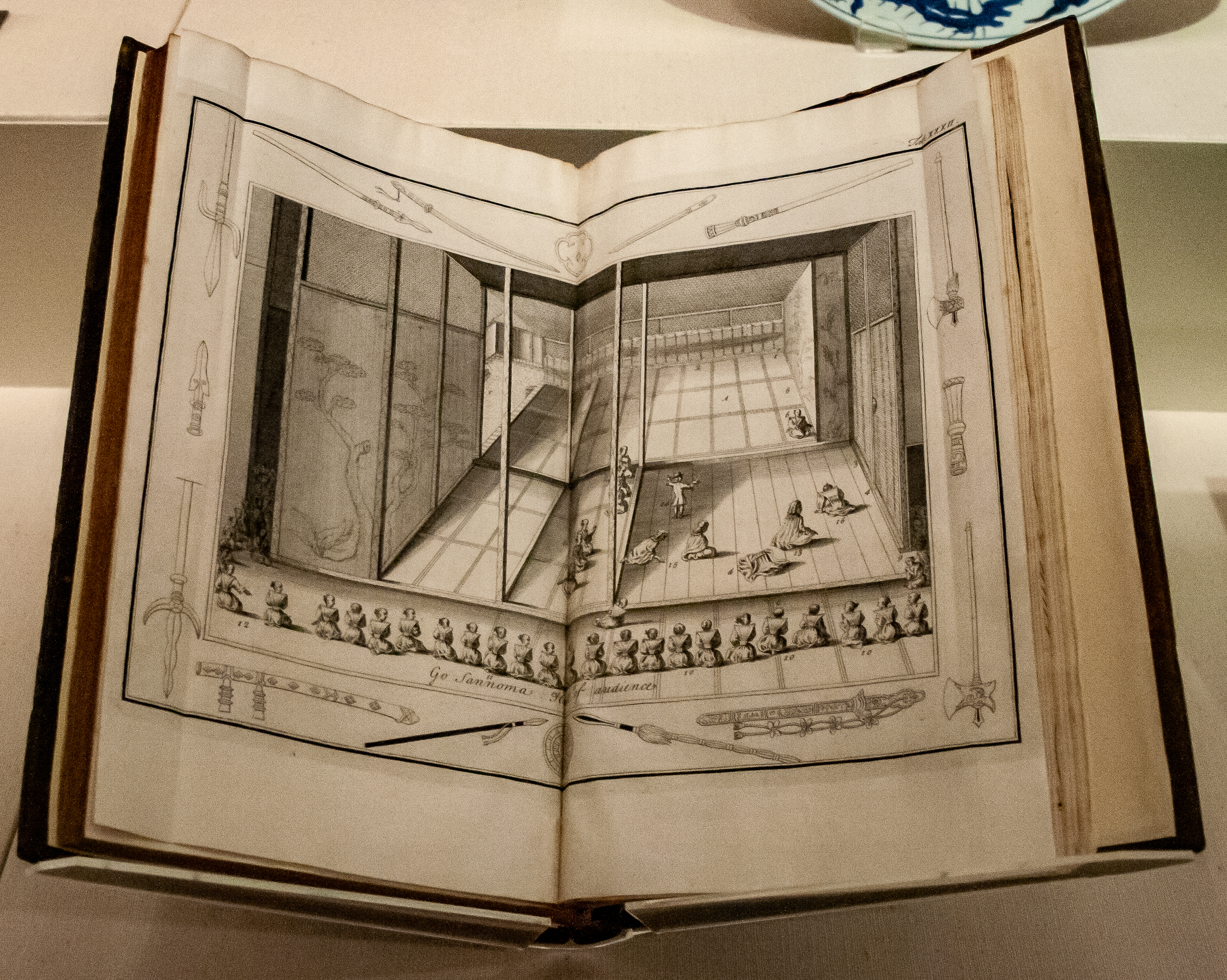
Ukázka z Kämpferovy knihy znázorňující audienci u šóguna v Edu.

Engelbert Kämpfer se s Cunajošim setkal při své cestě do Eda, které jako vedoucí lékař nizozemské obchodní stanice v Dedžimě podnikl, aby vyjádřil díky Nizozemské východoindické společnosti za povolení obchodovat v Japonsku. Při první části setkání, oficiálním vyjádření úcty, šógun přítomen nebyl. Následně byli Evropané odvedeni do jiné místnosti, kde se pak audience již uskutečnila. Nicméně Cunajoši a několik dvorních dam seděli od cizinců odděleni rákosovými zástěnami. Kämpfer Cunajošiho popisuje jako výstředního vládce, který ho překvapil nejrůznějšími požadavky, například si vyžádal ukázky písní a tanců (od holandské diplomatické výpravy). Kämpfer jejich improvizované představení považoval za podbízení se a celé setkání na Evropany působilo absurdně. Kämpfer ono vystoupení ale zmínil ve svém díle Dnešní Japonsko, kde ho označil za „slanečkový tanec“ (Pickelheringsreigen). Námět potom převzali další spisovatelé, zmínil ho Goethe.
Cunajoši se o novinky ze západního světa tehdy velmi zajímal a pro vyslaneckou výpravu dokonce uspořádal představení Nó.

Během svého dvouletého pobytu v Japonsku Kämpfer viděl tvrdost a přísnost Cunajošiho vlády. V Kämpferově knize o Japonsku však Cunajoši nevychází negativně, naopak spíše jako garant harmonické a bezpečné společnosti:
| „                   | Vládnoucí panovník Cunajoši ... je velký a vynikající pán, dědic otcovské ctnosti, zároveň přísný dodržovatel zákonů a velmi milosrdný ke svým poddaným. Od útlého věku je vzdělán v Konfuciově učení a žezlo drží tak, jak se sluší. Pod jeho vládou žijí všichni občané v dokonalé harmonii, ctí své bohy, dodržují zákony, následují své nadřízené a prokazují zdvořilost a lásku sobě rovným. | “ |
| — Engelbert Kämpfer | |   |

## Smrt
Z Cunajošiho smrti byla podezřívána jeho choť poté, co se pokusil prohlásit nemanželské dítě za svého dědice. Toto podezření vycházelo ze Sanno Gaiki (三王外記, Tajná historie tří vládců), což byla anonymní esej obsahující skandální pomluvy o pátém, šestém a sedmém šógunovi klanu Tokugawa. To nicméně vyvrací soudobé záznamy, které dokazují, že Cunajoši měl na sklonku života spalničky a zemřel 19. února 1709 v přítomnosti svého doprovodu. Zemřel pouhé čtyři dny před svými 63. narozeninami. Posmrtně obdržel buddhistické jméno Džoken'in (常憲院) a byl pohřben v chrámu Kan'ei-ji.

## Významné událost za Cunajošiho vlády
- 1684 – Zaveden kalendář éry Džókjó (Jōkyō, 貞享),[7] u předchozího čínského kalendáře z roku 862 vznikl posun o dva dny.[8]
- 1684 – První Cunajošiho nařízení o ochraně živých tvorů.
- 1690 – Založena konfuciánská škola Jušima seidó v Edu.[9]
- 1690 – Do Japonska přijel Engelbert Kämpfer jako lékař nizozemské faktorie.
- 1694 – Zemřel Macuo Bašó, zakladatel básnické formy nazvané haiku.
- 1695 – Devalvace japonské měny (mincí).[10]
- 1697 – Otevření rýžové burzy v Ósace.[11]
- 1701 – kníže z Akó, Naganori Asono, zranil ceremoniáře Kiru a byl donucen spáchat seppuku. Svého pána roku 1702 pomstilo 47 róninů Kirovým zabitím.[12] To vyvolalo v tehdejším japonsku velké pnutí kvůli střetu dodržování vazalské věrnosti a dodržováním zákonů.
- 1703 – Dramatik Čikamacu Monzaemon napsal hru Společná smrt milenců u Sonezaki (Sonezaki šindžú)
- 1708 – Do Japonska tajně přijel misionář Giovanni Battista Sidotti. Byl zatčen a vyslýchán Haruseki Araiem.